# Мухаммад Інам
Мухаммад Інам Батт (англ. Muhammad Inam Butt; нар. 27 лютого 1989, Гуджранвала, Пенджаб) — пакистанський борець вільного та греко-римського стилів, дворазовий срібний призер чемпіонатів Співдружності, дворазовий чемпіон та срібний призер Ігор Співдружності. Всіх успіхів досяг у вільній боротьбі. Також ставав призером міжнародних змагань з пляжної боротьби.

## Життєпис
Боротьбою почав займатися з 2000 року.
Виступає за «Клуб здоров'я Джинна». Тренер — Іцхам Аль-Хак (з 2010).

## Спортивні результати на міжнародних змаганнях

### Виступи на Чемпіонатах світу
| Змагання                        | Збірна   | Вагова категорія          | Місце |
| ------------------------------- | -------- | ------------------------- | ----- |
| Чемпіонат світу з боротьби 2015 | Пакистан | вільна боротьба, до 86 кг | 30    |
| Чемпіонат світу з боротьби 2023 | Пакистан | вільна боротьба, до 86 кг | 32    |

### Виступи на Чемпіонатах Азії
| Змагання                       | Збірна   | Вагова категорія          | Місце |
| ------------------------------ | -------- | ------------------------- | ----- |
| Чемпіонат Азії з боротьби 2015 | Пакистан | вільна боротьба, до 86 кг | 5     |
| Чемпіонат Азії з боротьби 2019 | Пакистан | вільна боротьба, до 92 кг | 11    |
| Чемпіонат Азії з боротьби 2022 | Пакистан | вільна боротьба, до 86 кг | 8     |

### Виступи на Азійських іграх
| Змагання                        | Збірна   | Вагова категорія          | Місце |
| ------------------------------- | -------- | ------------------------- | ----- |
| Азійські ігри 2010              | Пакистан | вільна боротьба, до 84 кг | 7     |
| Азійські ігри 2014              | Пакистан | вільна боротьба, до 86 кг | 7     |
| Азійські ігри в приміщенні 2017 | Пакистан | вільна боротьба, до 86 кг | 5     |

### Виступи на Чемпіонатах Співдружності
| Змагання                                | Збірна   | Вагова категорія          | Місце  |
| --------------------------------------- | -------- | ------------------------- | ------ |
| Чемпіонат Співдружності з боротьби 2016 | Пакистан | вільна боротьба, до 86 кг | Срібло |
| Чемпіонат Співдружності з боротьби 2017 | Пакистан | вільна боротьба, до 92 кг | Срібло |

### Виступи на Іграх Співдружності
| Змагання                | Збірна   | Вагова категорія                 | Місце  |
| ----------------------- | -------- | -------------------------------- | ------ |
| Ігри Співдружності 2010 | Пакистан | греко-римська боротьба, до 84 кг | 5      |
| Ігри Співдружності 2010 | Пакистан | вільна боротьба, до 84 кг        | Золото |
| Ігри Співдружності 2014 | Пакистан | вільна боротьба, до 86 кг        | 5      |
| Ігри Співдружності 2018 | Пакистан | вільна боротьба, до 86 кг        | Золото |
| Ігри Співдружності 2022 | Пакистан | вільна боротьба, до 86 кг        | Срібло |

### Виступи на Іграх ісламської солідарності
| Змагання                          | Збірна   | Вагова категорія          | Місце |
| --------------------------------- | -------- | ------------------------- | ----- |
| Ігри ісламської солідарності 2017 | Пакистан | вільна боротьба, до 86 кг | 7     |

### Виступи на інших змаганнях
| Змагання                                                         | Збірна   | Вагова категорія          | Місце  |
| ---------------------------------------------------------------- | -------- | ------------------------- | ------ |
| Азійські пляжні ігри 2014                                        | Пакистан | пляжна боротьба, 80 кг    | Бронза |
| Олімпійський кваліфікаційний турнір з боротьби 2016 (Улан-Батор) | Пакистан | вільна боротьба, до 86 кг | 23     |
| Олімпійський кваліфікаційний турнір з боротьби 2016 (Стамбул)    | Пакистан | вільна боротьба, до 86 кг | 10     |
| Олімпійський кваліфікаційний турнір з боротьби 2020 (Алмати)     | Пакистан | вільна боротьба, до 97 кг | Бронза |
| Змагання з пляжної боротьби 2022                                 | Пакистан | пляжна боротьба, 90 кг    | Бронза |